# Honțișor
Honțișor – wieś w Rumunii, w okręgu Arad, w gminie Gurahonț. W 2011 roku liczyła 326 mieszkańców. 